# Siergiej Matwiejew
Siergiej Jurjewicz Matwiejew (ros. Серге́й Юрьевич Матвеев, ur. 8 września 1972) – rosyjski wioślarz. Brązowy medalista olimpijski z Atlanty.
Zawody w 1996 były jego pierwszymi igrzyskami olimpijskimi. Startował w ósemce i to w niej zdobył brązowy medal. W tej konkurencji był również trzeci na mistrzostwach świata w 1999. Brał udział w igrzyskach olimpijskich w 2000 i 2004.